# Iraque nos Jogos Olímpicos de Verão de 1964
O Iraque  participou dos Jogos Olímpicos de Verão de 1964 em Tóquio, no Japão. Não conquistou nenhuma medalha, nem de ouro, nem de prata e nem de bronze. Foi a 3ª participação do país em Jogos Olímpicos de Verão.